# Tilbe Şenyürek
Tilbe Şenyürek (26 de abril de 1995) é uma basquetebolista profissional turca.

## Carreira
Tilbe Şenyürek integrou a Seleção Turca de Basquetebol Feminino, na Rio 2016, que terminou na sexta colocação.